# Alexandru Manta
Alexandru Manta (ur. 7 czerwca 1977 w Bukareszcie) – rumuński rugbysta grający w trzeciej linii młyna, reprezentant kraju, uczestnik Pucharu Świata w Rugby 2007.

## Kariera klubowa
Manta pochodził ze sportowej rodziny – jego rodzice grali w piłkę ręczną, a on sam zaczął grać w rugby w wieku 17 lat w klubie Locomotiva București, skąd w wieku 20 lat przeniósł się do drużyny CS Universitatea Timișoara. Rok później, w 1998, wyjechał do Francji, gdzie po krótkim epizodzie w małym klubie z Terrasson został zawodnikiem Stade Aurillacois, występującym wówczas w pierwszej lidze francuskiej. Drużynie w sezonie 2000-01 nie udało się uniknąć spadku i w kolejnym roku grała w Pro D2. Manta przeniósł się zatem do klubu z Bordeaux, jednak ten po zakończonym sezonie został z powodu słabej kondycji finansowej relegowany do Pro D2, a następnie ogłosił upadłość.
Kolejną szansę gry w najwyższej klasie rozgrywkowej otrzymał w klubie Section Paloise, z którym w sezonie 2004/05 odniósł swój największy sukces na arenie europejskiej, osiągnąwszy finał European Challenge Cup. Jednak już w następnym sezonie drużyna zajęła miejsce w strefie spadkowej i zawodnik przeniósł się do Castres na sezon 2006-07, a kolejne dwa sezony spędził w CA Brive, nie odnosząc większych sukcesów.
Nie otrzymując propozycji przedłużenia kontraktu zamierzał związać się z Avenir valencien grającym w trzeciej klasie rozgrywkowej – Fédérale 1. Po odbyciu okresu przygotowawczego z tą drużyną został jednak zwerbowany z powodu fali kontuzji przez Lyon OU we wrześniu 2009. Drużyna ta, budowana w celu występów w najwyższej klasie rozgrywek, w pierwszym roku gry Manty przegrała w barażach o awans do Top 14, jednak w następnym sezonie została mistrzem Pro D2 osiągając swój cel. Nękały go wówczas kontuzje, jak złamany w lutym 2011 roku kciuk, a 30 listopada 2011 r. podczas ligowego meczu zerwał ścięgno w prawej nodze, co oznaczało operację i nawet półroczną przerwę w grze. Treningi wznowił po dziesięciu miesiącach i do składu powrócił w połowie października 2012 roku. W kolejnym sezonie przeszedł do występującego w Fédérale 1 klubu ROC La Voulte-Valence, a po dwóch latach do CS Vienne.

## Kariera reprezentacyjna
W 1996 roku wraz z reprezentacją U-19 zdobył brązowy medal podczas mistrzostw świata w tej kategorii wiekowej.
Zadebiutował w seniorskiej kadrze podczas wysoko wygranego meczu z Belgią 19 kwietnia 1996 roku. Podczas czternastoletniej kariery reprezentacyjnej powoływany dość nieregularnie, tylko raz znalazł się w składzie na puchar świata w rugby – w 2007 rozegrał trzy mecze zdobywając jedno przyłożenie. Wybrany kapitanem reprezentacji trzykrotnie: raz w 2001 roku i dwukrotnie podczas IRB Nations Cup w 2009.
Przyczynił się do awansu Rumunów na Puchar Świata w Rugby 2011 zdobywając po przyłożeniu w obu spotkaniach barażowych z Urugwajem, a po tych meczach ogłosił zakończenie reprezentacyjnej kariery. W związku z wieloma kontuzjami w krajowej kadrze na prośbę władz Federațiă Română de Rugby powrócił do niej na dwa spotkania w listopadzie 2012 roku.
W roku 2005 wystąpił w barwach Barbarians Français przeciwko Australii A.

## Życie prywatne
Żonaty z Pamelą, dwie córki – Carla i Kira.